# المار وپر
المار وپر (انگلیسی: Elmar Wepper؛ زادهٔ ۱۶ آوریل ۱۹۴۴ – درگذشتهٔ ۳۱ اکتبر ۲۰۲۳) هنرپیشه و صدا پیشه اهل آلمان بود.
المار وپر در ۳۱ اکتبر ۲۰۲۳، در سن ۷۹ سالگی در مونیخ درگذشت.